# Chrysomyinae
Chrysomyinae là một phân họ ruồi trong họ Calliphoridae. Theo Terry Whitwor đặc điểm nhận dạng của các loài trong phân họ này là gân cánh cứng (Whitworth, 709). Phân họ này gồm các chi: Chloroprocta, Cochliomyia, Chrysomya, Campsomyiops, Phormia, Protocalliphora, Protophormia, và Trypocalliphora.